# Karthalasångare
Karthalasångare (Nesillas brevicaudata) är en fågel i familjen rörsångare inom ordningen tättingar.

## Utseende och läte
Karthalasångare är en kraftig medelstor brun tätting med lång och spretig stjärt. Inga andra liknande sångare finns i dess utbredningsområde, varaför artbestämningen är enkel. Bland lätena hörs "chek" och "veet", ofta avgivna i serier.

## Utbredning och systematik
Fågeln förekommer i undervegetationen i skogar på Grande Comore, ögruppen Komorernas största ö. Den behandlas som monotypisk, det vill säga att den inte delas in i några underarter.

## Levnadssätt
Karthalasångare hittas i medelhöga till höga bergstrakter. Där ses den i fuktig skog, även i buskage, gläntor, skogsbryn och trädhedar. Arten är tillbakadragen och håller sig dold i tät vegetation.

## Status
Arten har ett begränsat utbredningsområde, men beståndet anses vara stabilt. IUCN kategoriserar arten som livskraftig.

## Namn
Karthala är namnet på den vulkan som bildar högsta punkten på ön Grande Comore.